# Иллюминисты
Иллюминисты (нем. Illuministen, Briefmaler) — существовавший в Средние века до XVII века цех рисовальщиков, которые украшали лубочными картинками небольшие популярные сочинения или отдельные листы религиозного и светского содержания и продавали их на базарах в праздничные дни.
Молитвы, изображения святых, иллюстрированные легенды, календари, книжки о кровопускании и другие лечебники, сказания мудрецов, краткие известия о текущих событиях (с картинками), игральные карты (отсюда рисовальщики карт), впоследствии гербовые и родословные книги были главным предметом их трудов. Это занятие ещё до открытия книгопечатания вызвало усиленный спрос на вырезание картин и сокращенных текстов на деревянных, металлических и каменных плитах для более быстрого воспроизведения. Наряду с иллюминистами существовали каллиграфы и миниатюристы, которые переписывали и украшали виньетками более полные тексты церковного и светского содержания.